# Belvosia bifasciata
Belvosia bifasciata là một loài ruồi trong họ Tachinidae.